# Nemini res sua servit
La locuzione latina Nemini res sua servit, letteralmente tradotto nessuno può asservire una cosa propria, esprime il fondamentale principio giuridico in materia di servitù prediali secondo cui i fondi dominante e servente devono appartenere a proprietari diversi, non potendo costituirsi una servitù sopra una cosa che è propria.
Il principio si trova espresso in un brano di un commentario ad Sabinum di Paolo, conservatoci nel Digesto di Giustiniano (Dig.8.2.26 In re communi nemo dominorum iure servitutis neque facere quicquam invito altero potest neque prohibere, quo minus alter faciat (nulli enim res sua servit)).
La ragione di tale principio (presente anche nell'ordinamento giuridico italiano) è da ritrovare nel fatto che il proprietario - come tale - può già ricavare dal proprio fondo tutte le utilità possibili, ragion per cui una servitù tra fondi appartenenti allo stesso soggetto, non potendo portare utilità ulteriori alla proprietà, sarebbe inutile, e quindi non meritevole di tutela giuridica (e di conseguenza il relativo contratto o atto costitutivo sarebbe, nell'ordinamento italiano, nullo per mancanza di causa).